# Zinknitrat
Zinknitrat [Zn(NO3)2] ist das Zinksalz der Salpetersäure.

## Gewinnung und Darstellung
Wasserhaltiges Zinknitrat entsteht bei der Reaktion von Zink mit Salpetersäure.
{\displaystyle \mathrm {Zn+2\ HNO_{3\ (aq)}+6H_{2}O\longrightarrow Zn(NO_{3})_{2}\cdot 6\ H_{2}O+H_{2}\uparrow } }
Dagegen lässt sich wasserfreies Zinknitrat nicht auf diese Weise gewinnen. Stattdessen ist es möglich, dieses durch Reaktion von Distickstofftetroxid und Zink zu erhalten.
{\displaystyle \mathrm {2\ Zn+3\ N_{2}O_{4}\longrightarrow 2\ Zn(NO_{3})_{2}+N_{2}\uparrow } }

## Eigenschaften
Zinknitrat ist ein farbloser brandfördernder Feststoff. Er zersetzt bei Erhitzung, wobei Stickoxide und Zinkoxid entstehen und vorher oberhalb von 105 °C Kristallwasser abgegeben wird.
Von Zinknitrat sind mehrere Salze mit unterschiedlichen Mengen Kristallwasser bekannt. Das bekannteste enthält sechs Äquivalente Wasser (Hexahydrat), bekannt sind aber auch Hydrate mit zwei, vier oder neun Wassermolekülen.

## Verwendung
Zinknitrat wird als Katalysator beim Knitterfestmachen von Textilwaren, als Bestandteil von Latex-Koagulierungsbädern, in der Galvanotechnik und der Acetatfaserfärbung verwendet.
Es findet Verwendung als Bleich- und Beizmittel sowie zur Gewinnung anderer Zinkverbindungen.